# Antillicharis habros
Antillicharis habros är en insektsart som beskrevs av Otte, D. och Perez-gelabert 2009. Antillicharis habros ingår i släktet Antillicharis och familjen syrsor. Inga underarter finns listade i Catalogue of Life.